# NGC 4473
NGC 4473 is een elliptisch sterrenstelsel in het sterrenbeeld Hoofdhaar. Het hemelobject werd op 8 april 1784 ontdekt door de Duits-Britse astronoom William Herschel. NGC 4473 behoort tot Markarians Ketting, een groep van minstens 7 schijnbaar gealigneerde sterrenstelsels in de Virgocluster.

## Synoniemen
- UGC 7631
- MCG 2-32-93
- ZWG 70.125
- VCC 1231
- PGC 41228